# 海岛堂
海岛堂是美南监理会差会在中国湖州设立的主要教堂。
海岛堂的所在地名为“海岛”，因其三面环水，地势较高而得名。大致相当于今日飞英街道塔下街、眠佛寺街、人民路和广场后路之间的区域。此处建有天宁寺和府学建筑群，到清末因战事荒废。
1902年，监理会传教士韩明德在此兴建海岛堂。随后在扩建时，因占用府学的尊经阁、颜鲁公祠，曹孝子祠遗址50余亩土地，导致湖州多名士绅联名上诉总理衙门，1907年，监理会退让尊经阁遗址地块，另建吴兴县图书馆。
监理会在海岛还建有东吴附中与湖郡女中两所学校。1949年以后两校合并，校址现为湖州十二中、湖州第一医院和湖州宾馆，海岛堂已不存在，旧址也在第一医院内。